# Aristolochia hockii
Aristolochia hockii är en piprankeväxtart. Aristolochia hockii ingår i släktet piprankor, och familjen piprankeväxter.

## Underarter
Arten delas in i följande underarter:
- A. h. hockii
- A. h. tuberculata